# Myzocallis spinosus
Myzocallis spinosus är en insektsart som beskrevs av Boudreaux och Tissot 1962. Myzocallis spinosus ingår i släktet Myzocallis och familjen långrörsbladlöss. Inga underarter finns listade i Catalogue of Life.